# Іртиський рудник
Іртиський рудник — гірничорудний майданчик на сході Казахстану.
Рудник став до ладу в 1964 році для розробки Іртиського колчедан-поліметалічного родовища. Видобуток ведеться підземним способом, при цьому від початку експлуатації спорудили чотири шахти — «Іртиська», «Скіпова», «РЭШ» та «Вспомогательная», стовбури яких сполучені на різних горизонтах та утворюють спільну систему транспортування та вентиляції. Глибина залягання продуктивних покладів становить від 30 до 500 метрів.
Особливістю родовища є круте падіння жил (до 60—80 градусів), що в багатьох випадках перешкоджає механізації видобутку, який тоді ведеться з широким використанням ручних перфораторів.
Річна потужність Іртиського рудника дорівнює 600 тисяч тонн руди.
Первісно руда надходила на Березівську збагачувальну фабрику, проте наприкінці 2013-го остання припинила роботу унаслідок аварії, після чого продукцію рудника перенаправили на Білоусівську збагачувальну фабрику. Наприкінці 2019-го зупинили і її, а прийом руди Іртиського рудника організували на Миколаївській ЗФ.